# 紐育物語
『紐育物語』（ニューヨーク・ストーリー）は、1983年4月21日に発売された森進一の57枚目のシングル。

## 収録曲
- 両楽曲　作詞：松本隆／作曲：細野晴臣

1. 紐育物語（4分09秒）
編曲：細野晴臣/坂本龍一
2. ルーム・キー（4分20秒）
編曲：細野晴臣